# Spoorbos Circuit
Het Spoorbos Circuit is een motorcrosscircuit in Gouda. Het circuit bestaat voornamelijk uit zandgrond.

## Wedstrijden
Naast clubwedstrijden worden er op het circuit ook wedstrijden gehouden voor het Nederlands jeugdkampioenschap, en het kampioenschap voor het district West.

## Geschiedenis
In 1958 richtte de Goudse motorhandelaar Joop Kruisinga met Adrie Wijnhof en Kees Michaelis de Moto Cross Club IJsselstreek op. Dit trio liet het oog vallen op het zeer drassige Spoorbos tussen de Nieuwe Broekweg en de Nieuwe Gouwe nabij de Gouwespoorbrug op de grens van Gouda en Waddinxveen. Op dit stuk moerasachtige grond werd vervolgens een parcours aangelegd met hoogovenslakken en zand, om de motorcrossbaan te vormen.